# ابوالقاسم دلفی
قاسم دلفی (متولد ۵ تیر ۱۳۳۳تهران) دیپلمات ایرانی و سیاستمدار ایرانی است
سفیر ایران در فرانسه و اکردیته در موناکو ۱۳۹۶–۱۳۹۷
مدیر کل غرب اروپا وزات خارجه ۱۳۹۱–۱۳۹۶
سفیر ایران در صربستان و اکردیته در مونته ودیو ۱۳۸۸–۱۳۹۱
معاون مدیرکل غرب اروپا وزارت خارجه ۱۳۸۳–۱۳۸۸
سفیر ایران در بلژیک اتحادیه اروپا و اکردیته لوگزمبورگ ۱۳۷۸–۱۳۸۳
ریس اداره دوم غرب اروپا وزارت خارجه ۱۳۷۴–۱۳۷۸
ریس اداره آمریکا وزارت خارجه ۱۳۷۳–۱۳۷۴
سفیر ایران کلمبیا و اکردینه در پرو اکوادور پاناما ۱۳۶۸–۱۳۷۳
کارشناس سیایی اداره کل غرب اروپا ۱۳۶۳–۱۳۶۸